# Tapeinidium gracile
Tapeinidium gracile är en ormbunkeart som först beskrevs av Bl., och fick sitt nu gällande namn av Cornelis Rugier Willem Karel van Alderwerelt van Rosenburgh. Tapeinidium gracile ingår i släktet Tapeinidium och familjen Lindsaeaceae. Inga underarter finns listade.